# Santa Fe de Vilagelans
Santa Fe de Vilagelans és una església romànica de Gurb (Osona) inclosa a l'Inventari del Patrimoni Arquitectònic de Catalunya.

## Descripció
Edifici religiós. Capella de nau única coronada amb absis semicircular.
Està orientada amb l'absis a llevant i el portal es troba a la part de ponent, és d'arc de mig punt amb doble rebaix, amb un òcul al damunt i la façana es culmina amb un petit campanaret d'espadanya. L'edificació és arrebossada i emblanquinada. L'interior és cobert amb volta de canó i les parets són pintades.
Es troba en un estat força bo de conservació malgrat que a tocar l'absis s'hi hagi construït una piscina.

## Història
Capella romànica dedicada a Santa Fe, existent ja al 1248 i situada a uns cinquanta metres del Castell de Vilagelans.
Encara que l'església conservi la planta romànica ha sofert moltes transformacions.
Al davant de la capella hi ha una taula d'altar abandonada.